# Giovanni III di Navarra
Giovanni d'Albret o Giovanni di Navarra (Juan in spagnolo e in asturiano, Chuan in aragonese, Joanes in basco, João in portoghese, Xoán in galiziano, Joan, in catalano, Jean in francese, John in inglese, Johann in tedesco e Johan in fiammingo; Ségur-le-Château, 1469 – Monein, 14 o 17 giugno 1516), re consorte di Navarra, conte consorte di Foix e Bigorre e visconte consorte del Béarn, Nébouzan, Villemeur e Lautrec dal 1484 al 1516.

## Origini familiari
Era il figlio maschio quartogenito del signore di Albret, conte di Gâvres e di Castres e visconte di Tartas Alain I d'Albret e della contessa del Périgord, viscontessa di Limoges e signora d'Avesnes e di Châlus Françoise de Châtillon (?-1481), figlia del conte di Penthièvre, visconte di Limoges e signore di Payzac, Guglielmo di Châtillon-Blois e di Isabella de la Tour d´Auvergne.

## Biografia
Alla morte della madre, nel 1481, Giovanni, che già condivideva con il padre e i fratelli i titoli di signore di Albret e visconte di Tartas, ereditò anche i titoli di Conte di Périgord, viscomte di Limoges e signore d'Avesnes.
Vincendo la concorrenza dei regnanti di Aragona e Castiglia, Ferdinando II di Aragona e Isabella di Castiglia, che proponevano un matrimonio con Giovanni di Trastámara, erede al trono di entrambi i regni, la famiglia d'Albret concordò con la regina madre di Navarra, Maddalena di Francia, il matrimonio del minorenne Giovanni con l'ancora minorenne regina di Navarra Caterina, figlia secondogenita di Gastone di Foix-Navarra, visconte di Castelbon, principe di Viana e futuro luogotenente del regno di Navarra. Caterina era regina di Navarra da poco più di un anno ed era succeduta al fratello, Francesco Febo. Il matrimonio fra i due giovani fu celebrato il 14 luglio del 1484, a Orthez, nella contea di Foix.
Giovanni e Caterina, con la regina madre, Maddalena di Francia, che tenne la reggenza fino al 1494, dovettero lottare contro lo zio, il visconte di Narbona Giovanni di Foix, che pretendeva di essere per la legge salica, in quanto maschio, l'erede di Francesco Febo. Giovanni di Foix, per acquisire il titolo, iniziò una guerra civile che durò una decina di anni. Caterina e Giovanni d'Albret (che assunse l'ordinale Giovanni III), poterono essere incoronati re di Navarra solo il 10 gennaio 1494, nella cattedrale di Pamplona. La pace fu siglata a Tarbes il 7 settembre 1497.
Durante la guerra civile di Navarra, Giovanni aveva avuto il supporto di un importante alleato, il re della corona d'Aragona Ferdinando II. Quest'alleanza favorì il matrimonio, nel 1505, della figlia di Giovanni III, Germana de Foix con Ferdinando II (che, nel 1504, era rimasto vedovo di Isabella I di Castiglia). Nel 1506, inoltre, Ferdinando II divenne reggente del regno di Castiglia, per conto della figlia, Giovanna la Pazza e che manteneva qualche pretesa sulla Navarra.

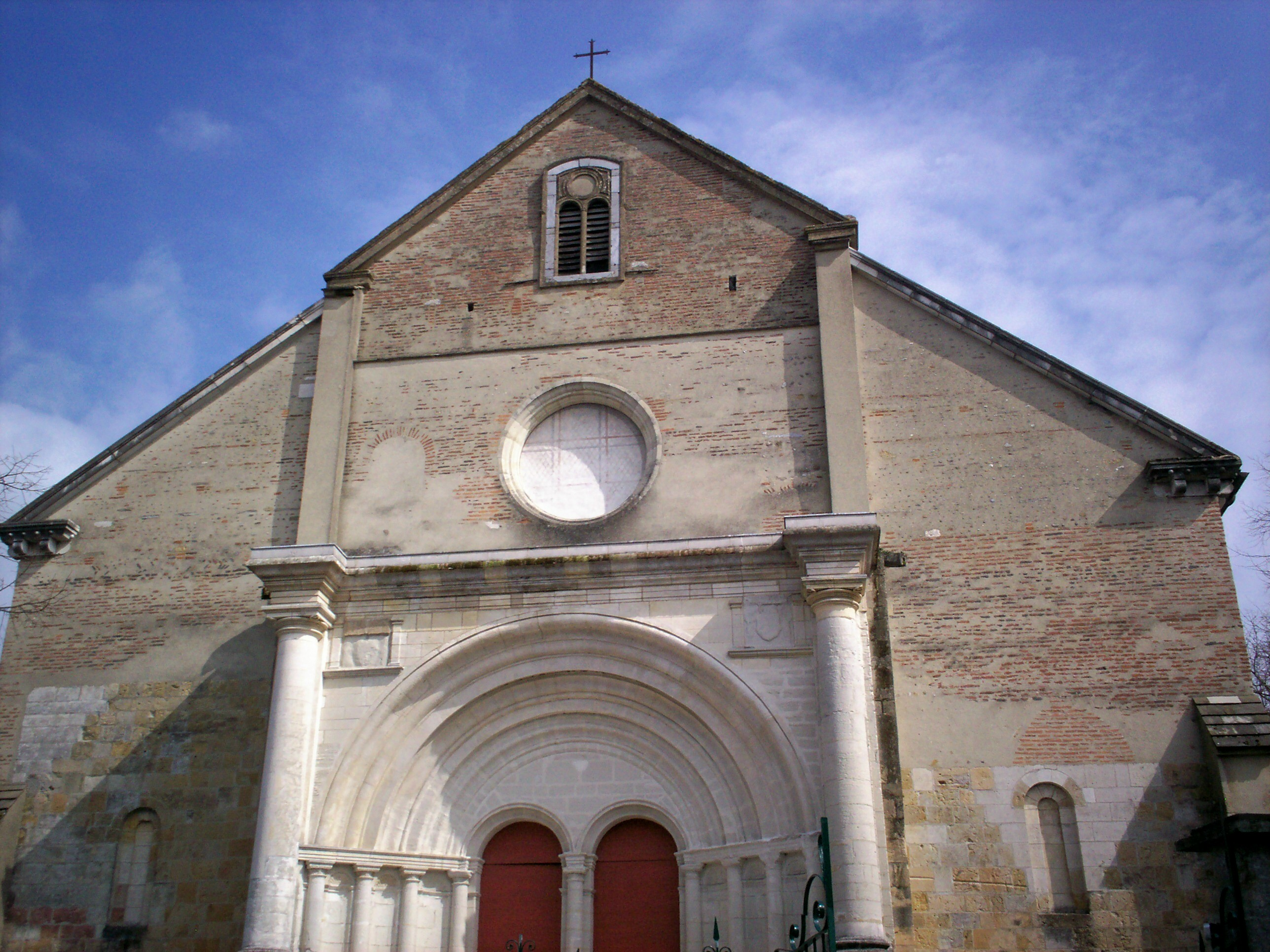
La cattedrale di Lescar

Nel 1512 Giovanni d'Albret e la regina, Caterina, a Blois, firmarono un accordo con il re di Francia Luigi XII, che prevedeva un accordo tra la Francia e la Navarra, tra cui un eventuale matrimonio tra l'erede al trono di Navarra Enrico II e una principessa della casa reale francese, oltre una clausola segreta che vietava il passaggio delle truppe castigliane sul suolo navarrese.
Allo stesso tempo i reali di Navarra cercavano di mantenere buoni rapporti con Ferdinando II, il quale chiese il permesso di passaggio sul suolo navarrese per attaccare la Francia, per mettere alla prova l'alleato, dato che era venuto a conoscenza della clausola segreta firmata tra Francia e Navarra; ottenuto un rifiuto, Ferdinando dichiarò guerra alla Navarra: il 25 luglio del 1512 l'esercito castigliano entrava a Pamplona e in capo a due mesi la Navarra a sud dei Pirenei era conquistata, anche perché Giovanni d'Albret, dopo la prima sconfitta, non aveva più combattuto e si era rifugiato a Parigi.
L'entrata delle truppe spagnole in Navarra era stata preceduta da una bolla del papa Giulio II, che scomunicava Caterina e Giovanni (cognato di Cesare Borgia, marito della sorella Charlotte) e li privava dei loro titoli e dei loro territori. Una seconda bolla del 18 gennaio 1513 confermava la scomunica e assegnava i territori a chiunque li avesse conquistati (cioè a Ferdinando II).
Le intenzioni di Ferdinando sembra che non fossero di annettere la Navarra al regno di Spagna, ma finita la disputa con la Francia, di restituirla a Caterina e Giovanni, e in quell'ottica propose un matrimonio tra il principe di Viana, Enrico II di Navarra, erede al trono di Navarra e una principessa di Spagna.
Giovanni e la regina non solo rifiutarono, ma fecero arrestare l'ambasciatore spagnolo che fu consegnato ai francesi. Solo allora Ferdinando procedette all'annessione.
Di fatto il regno di Navarra era stato diviso in due parti:
- la Bassa Navarra, la parte del regno a nord dei Pirenei che rimase in possesso di Giovanni e della regina Caterina e continuò a essere legata alla Francia
- l'Alta Navarra, la parte del regno a sud dei Pirenei, che fu annessa alla corona d'Aragona e il 23 marzo del 1513, le cortes di Pamplona dichiararono l'annessione al regno d'Aragona e poi, nel 1515, le cortes castigliane, a Burgos, dichiararono l'Alta Navarra parte del regno castigliano, la nascente Spagna.
Il regno di Navarra mantenne le sue leggi e le sue autonomie, almeno fino al XVIII secolo, nell'ambito del regno di Spagna.

Giovanni e la regina Caterina, dopo avere lasciato Pamplona, si stabilirono nel Béarn, e, negli anni seguenti, cercarono di rientrare in possesso dell'Alta Navarra, ma senza successo.
Giovanni d'Albret morì a Pau, nella contea di Foix il 14 (o 17) giugno 1516 e gli successe il figlio Enrico, che prese il suo posto accanto alla vedova. Giovanni d'Albret fu inumato a Lescar, nella contea di Foix.

## Discendenza
Giovanni d'Albret e Caterina ebbero tredici figli:
- Anna di Navarra (1492-1532)
- Maddalena di Navarra (1494-1504)
- Caterina di Navarra (1495-1532), badessa a Caen
- Giovanna di Navarra (1496)
- Quitéria di Navarra (1499-1536), badessa a Montivilliers
- un bambino nato e morto subito (1500)
- Andrea Febo di Navarra (1501-1503)
- Enrico II di Navarra (1503-1555), re di Navarra
- Bonaventura di Navarra (1505-1510)
- Martino di Navarra (1506-1512)
- Francesco di Navarra (1508-1512)
- Carlo di Navarra (1510-1528)
- Isabella di Navarra (circa 1513-1555)

## Ascendenza
|                                 |                     |                                  | Genitori |  |  | Nonni |  |  | Bisnonni          |  |  | Trisnonni        |  |
|                                 |                     |                                  |          |  |  |       |  |  | Carlo II d'Albret |  |  | Carlo I d'Albret |  |
|                                 |                     |                                  |          |  |  |       |  |  | Carlo II d'Albret |  |  | Carlo I d'Albret |  |
|                                 |                     | Maria de Sully                   |          |  |  |       |  |  | Carlo II d'Albret |  |  |                  |  |
| Giovanni I d'Albret             |                     |                                  |          |  |  |       |  |  | Carlo II d'Albret |  |  |                  |  |
|                                 |                     | Anna d'Armagnac                  | …        |  |  |       |  |  |                   |  |  |                  |  |
|                                 |                     | Anna d'Armagnac                  | …        |  |  |       |  |  |                   |  |  |                  |  |
|                                 |                     | Anna d'Armagnac                  | …        |  |  |       |  |  |                   |  |  |                  |  |
| Alain I d'Albret                |                     | Anna d'Armagnac                  |          |  |  |       |  |  |                   |  |  |                  |  |
|                                 |                     | Alain IX de Rohan                | …        |  |  |       |  |  |                   |  |  |                  |  |
|                                 |                     | Alain IX de Rohan                | …        |  |  |       |  |  |                   |  |  |                  |  |
|                                 |                     | Alain IX de Rohan                | …        |  |  |       |  |  |                   |  |  |                  |  |
| Catherine de Rohan              |                     | Alain IX de Rohan                |          |  |  |       |  |  |                   |  |  |                  |  |
|                                 |                     | Margherita di Bretagna           | …        |  |  |       |  |  |                   |  |  |                  |  |
|                                 |                     | Margherita di Bretagna           | …        |  |  |       |  |  |                   |  |  |                  |  |
|                                 |                     | Margherita di Bretagna           | …        |  |  |       |  |  |                   |  |  |                  |  |
| Giovanni III di Navarra         |                     | Margherita di Bretagna           |          |  |  |       |  |  |                   |  |  |                  |  |
|                                 | Jean I de Châtillon | …                                |          |  |  |       |  |  |                   |  |  |                  |  |
|                                 | Jean I de Châtillon | …                                |          |  |  |       |  |  |                   |  |  |                  |  |
|                                 | Jean I de Châtillon | …                                |          |  |  |       |  |  |                   |  |  |                  |  |
| Guillaume de Châtillon de Blois | Jean I de Châtillon |                                  |          |  |  |       |  |  |                   |  |  |                  |  |
|                                 |                     | Marguerite de Clisson            | …        |  |  |       |  |  |                   |  |  |                  |  |
|                                 |                     | Marguerite de Clisson            | …        |  |  |       |  |  |                   |  |  |                  |  |
|                                 |                     | Marguerite de Clisson            | …        |  |  |       |  |  |                   |  |  |                  |  |
| Françoise de Châtillon          |                     | Marguerite de Clisson            |          |  |  |       |  |  |                   |  |  |                  |  |
|                                 |                     | Bertrand V de La Tour d'Auvergne | …        |  |  |       |  |  |                   |  |  |                  |  |
|                                 |                     | Bertrand V de La Tour d'Auvergne | …        |  |  |       |  |  |                   |  |  |                  |  |
|                                 |                     | Bertrand V de La Tour d'Auvergne | …        |  |  |       |  |  |                   |  |  |                  |  |
| Isabelle de La Tour d'Auvergne  |                     | Bertrand V de La Tour d'Auvergne |          |  |  |       |  |  |                   |  |  |                  |  |
|                                 |                     | Jacquette du Peschin             | …        |  |  |       |  |  |                   |  |  |                  |  |
|                                 |                     | Jacquette du Peschin             | …        |  |  |       |  |  |                   |  |  |                  |  |
|                                 |                     | Jacquette du Peschin             | …        |  |  |       |  |  |                   |  |  |                  |  |
|                                 |                     | Jacquette du Peschin             |          |  |  |       |  |  |                   |  |  |                  |  |